# Basilica di Santa Teresa d'Avila

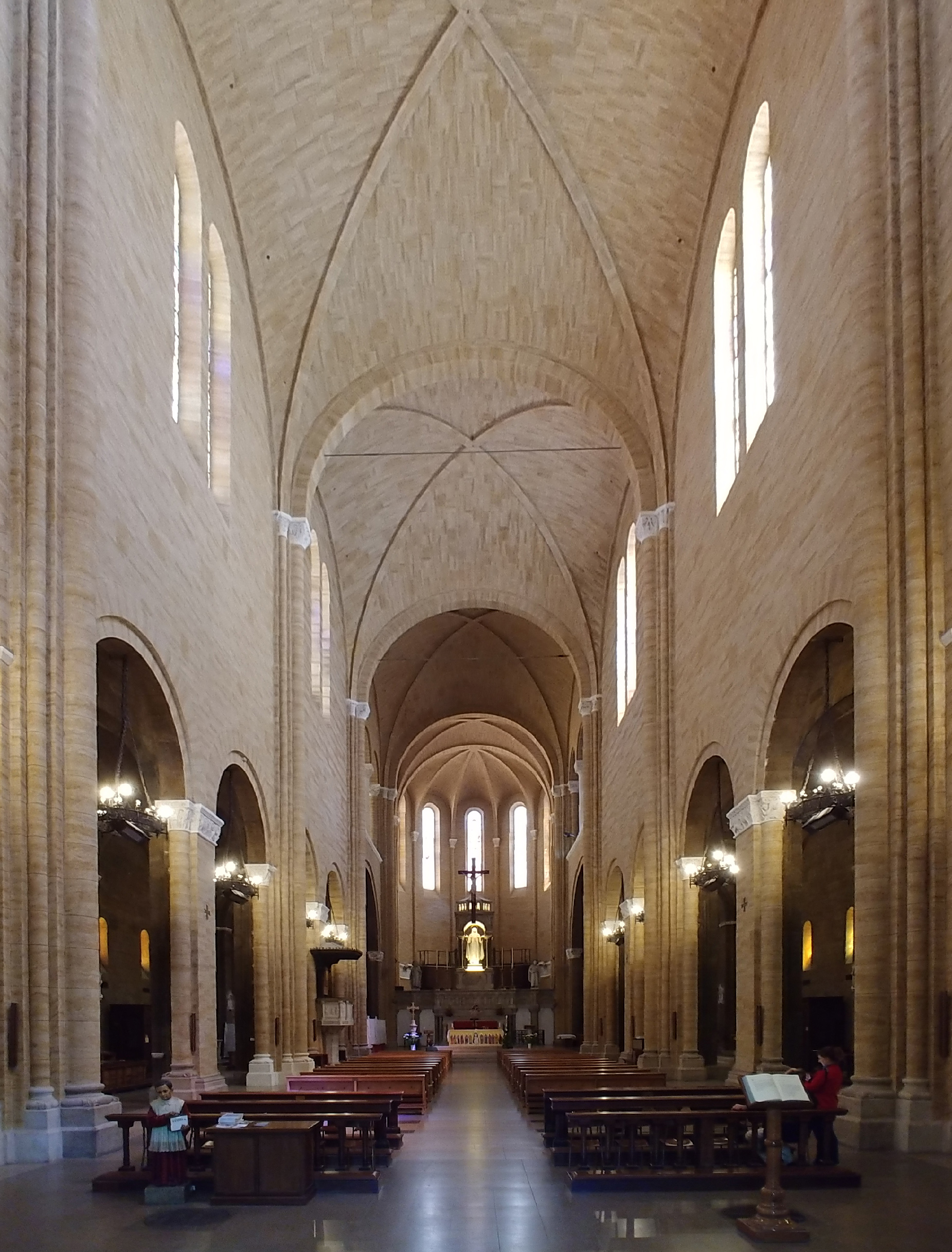
Interno

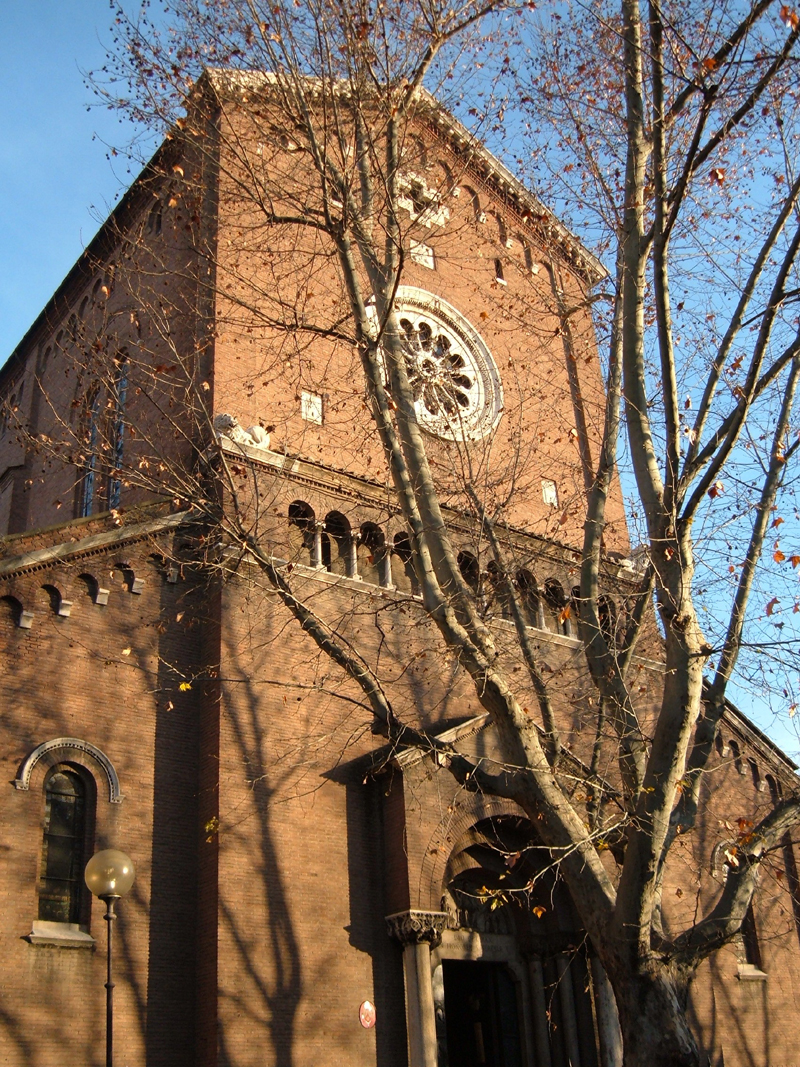
Facciata

La basilica di Santa Teresa d'Avila è un luogo di culto cattolico di Roma, situato nel quartiere Pinciano, in corso d'Italia, 37.

## Storia
Dedicata alla santa spagnola, fondatrice dell'ordine dei carmelitani scalzi, a cui appartiene la chiesa con l'annessa curia generalizia di Roma, essa fu costruita su progetti di Tullio Passarelli tra il 1901 ed il 1902, ma nel corso dei decenni successivi fu soggetta a ristrutturazioni e rifiniture, opera per lo più dello stesso Passarelli. La chiesa fu inaugurata il 20 aprile 1902, come ricorda una lapide a sinistra dell'ingresso principale.
La chiesa è sede parrocchiale, istituita il 6 gennaio 1906 da Pio X con la bolla Romanas aequabilis. Nel 1951 fu innalzata da Pio XII alla dignità di basilica minore. Dal 1962 è sede del titolo cardinalizio di Santa Teresa al corso d'Italia.

## Descrizione

### Esterno
La chiesa è in stile neoromanico, affiancata da un campanile di 40 metri ornato da archetti pensili e da un orologio. La facciata è suddivisa in due ordini; in quello inferiore è inserito un portale a forma di protiro, con colonne e timpano, sopra il quale vi è una piccola loggia con archi e colonnine; la parte superiore è compresa tra due lesene, alla base delle quali vi sono due leoni in marmo di Armando Brasini; vi sono poi un rosone, con le figure di Gesù e degli apostoli, sormontato da una finestra a croce. Il portale d'ingresso è particolarmente ricco in simbologia; nella lunetta è posto un bassorilievo con Gesù benedicente e santa Teresa; inoltre vi sono inseriti pannelli bronzei con la rappresentazione di Episodi della vita di santa Teresa, opera del carmelitano Serafino Melchiorre.

### Interno
L'interno è a tre navate, suddivise da pilastri con archi; quelle laterali, fino al 1936, erano rialzate rispetto alla centrale. Il soffitto è a volta a crociera. Molti gli altari laterali, con bassorilievi; di particolare effetto scenico la Statua di Santa Teresa e la Statua di san Giuseppe con Gesù adolescente all'altare maggiore. Importanti pure i confessionali dell'ebanista Alfonsi. La chiesa è dotata di un pulpito in marmo, con scolpite scene della vita di Gesù; e il coro in legno che risale agli inizi del Settecento. Nella prima campata della navata di sinistra, accanto al fonte battesimale, è esposto entro una teca l'abito talare papale di san papa Pio X.

## Sepolture
Nella basilica sono sepolti i due cardinali dell'ordine dei carmelitani scalzi:
- Servo di Dio Raffaele Carlo Rossi - vescovo di Volterra, arcivescovo titolare di Tessalonica, segretario della Sacra congregazione concistoriale.
- Adeodato Giovanni Piazza - arcivescovo metropolita di Benevento, patriarca di Venezia, segretario della Sacra congregazione concistoriale, presidente della CEI.
- Dal 3 ottobre 2013 sono stati sepolti anche i servi di Dio Ulisse Amendolagine e Lelia Cossidente, sposi e genitori esemplari, che si sono santificati all'ombra di questa basilica parrocchiale.

Il 3 ottobre 2013, le salme dei servi di Dio Ulisse Amendolagine e Lelia Cossidente, sposi, che hanno vissuto il loro matrimonio con cinque figli frequentando assiduamente questa parrocchia, sono state traslate dal Verano in questa basilica, a destra dell'entrata principale. Lelia e Ulisse si sono sposati in questa chiesa il 29 settembre 1930 e da allora fino alla morte hanno partecipato alle attività della parrocchia. Lui ha anche fatto parte dell'ordine secolare dei Carmelitani Scalzi e lei è stata iscritta alla confraternita del santo Scapolare della Madonna del Carmine. Il processo diocesano di canonizzazione si è aperto presso il vicariato di Roma il 18 giugno 2004 e si è chiuso il 24 maggio 2011.